# Sagrada Família
Sagrada Família (celým katalánským názvem Basílica i Temple Expiatori de la Sagrada Família, španělsky Templo Expiatorio de la Sagrada Familia, česky Chrám smíření, zasvěcený Svaté rodině) je chrám, který se nachází v Barceloně, hlavním městě Katalánska, na východním pobřeží Španělska. Stavební práce na něm začaly v roce 1882 a stále trvají. Jedná se o nejvýznamnější stavbu slavného katalánského architekta Antonia Gaudího. Toto neobyčejné stavební dílo mělo podnítit návrat k učení římskokatolické církve. Chrám byl vysvěcen 7. listopadu 2010 papežem Benediktem XVI., který jí také propůjčil titul basilica minor.

## Antoni Gaudí
Gaudího práce vykazuje vlivy maurské architektury. Zajímal se o Art nouveau, jeho přístup k architektuře je však velmi individuální a nekonvenční, inspiraci nacházel především v přírodě. Místo přesných projektů zhotovoval neostré skicy, modely s pomocí řetízků a zrcadel, často chodil na staveniště a pozoroval všechny detaily, aby je mohl případně pozměnit.
Ambiciózní architekt Gaudí před návrhem chrámu Sagrada Família realizoval pouze drobné architektonické zakázky, jako vyhlídkovou věžičku, nábytek, kiosek a kandelábry lamp. Zadavateli stavby byli roku 1882 barcelonští členové katolického řádu Sv. Josefa, kteří zamýšleli postavit na tehdejším předměstí Barcelony pouze skromný farní kostel.  Gaudí převzal projekt chrámu ve velmi raném stadiu (v roce 1883), věnoval mu hodně energie, na konci svého života na stavbě i bydlel. V roce 1926 však tragicky zahynul (srazila ho tramvaj), a ukázalo se nemožným pokračovat ve stavbě v jeho duchu. Předpokládá se, že by Gaudí nezůstal u zbarvení přírodního kamene, měl rád barvy, a řada jeho prací ukazuje nadměrné používání různých tónů barev.

## Výzdoba
Gaudí zamýšlel ze Sv. rodiny vybudovat „poslední velkou svatyni křesťanství“, a proto je tato katedrála velmi bohatá na křesťanské symboly. Jeden z nejpromyšlenějších znaků je 18 věží, které reprezentují 12 apoštolů, 4 evangelisty, Pannu Marii a ta nejvyšší Ježíše Krista. Věže, reprezentující evangelisty, jsou doplněny sochami, zpodobňujícími tradiční symboly těchto světců: býk (sv. Lukáš), anděl (sv. Matouš), orel (sv. Jan) a lev (sv. Marek). Centrální věž Ježíše Krista bude doplněna obrovským křížem.
Ví se, že Gaudí také chtěl vybavit chrám třemi monumentálními fasádami: Narození, Umučení a Zmrtvýchvstání a každá z nich měla mít své 4 věže. Do roku 1935, kdy byla stavba přerušena, byla dostavěna pouze východní fasáda – Narození. Na vrcholech jejích věží jsou různé geometrické tvary – při jejich stavbě byl Gaudí pravděpodobně ovlivněn kubismem.
Dekorace zahrnuje také mnoho liturgických textů, jako „Hosanna“, „Gloria“, nebo „Sanctus“; na velkých dveřích fasády Narození můžeme číst různé texty z Bible, v různých jazycích včetně katalánštiny.

## Dokončení chrámu
Znovu byla výstavba chrámu zahájena po válce, v roce 1952. O dokončení kostela probíhala řada diskusí. Někteří říkali, že dokončení by bylo, jako kdybychom Venuši Mélské přidělali ruce, jiní s dostavbou jen souhlasili. V roce 1978 byla dostavěna fasáda představující Kristovo utrpení, autorem sochařské výzdoby je sochař Josep Subirachs. Jeho hranaté postavy nekorespondují zcela s duchem Gaudího díla. V roce 2010 bylo završeno zastřešení a chrám byl vysvěcen papežem Benediktem XVI. Zároveň obdržel titul Basilica minor. Hlavní věž chrámu, symbolizující Ježíše Krista, by po dokončení měla být vysoká 172,5 m. Celkové dokončení katedrály se plánuje na rok 2026 – 100. výročí úmrtí Antonia Gaudího, přestože některé odhady předpokládají práce i po tomto termínu. Od začátku stavby (1882) do plánovaného dokončení (2026) to bude 144 let, co se chrám Sagrada Família začal budovat.
Architekti, kteří se po smrti Gaudího na výstavbě katedrály podíleli, se snažili dodržovat původní Gaudího plány.[zdroj?] Od počátku stavby se chrám staví pouze z darů a příspěvků.

## Fotogalerie

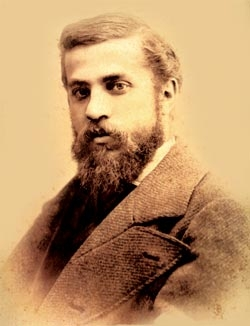
Architekt Antoni Gaudí
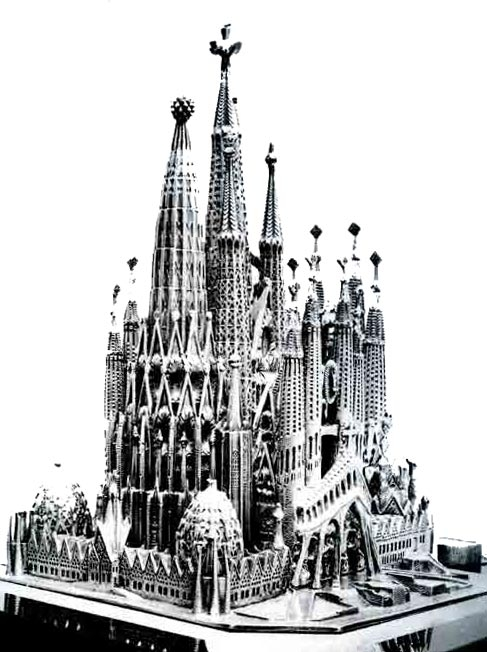
Model celé budovy
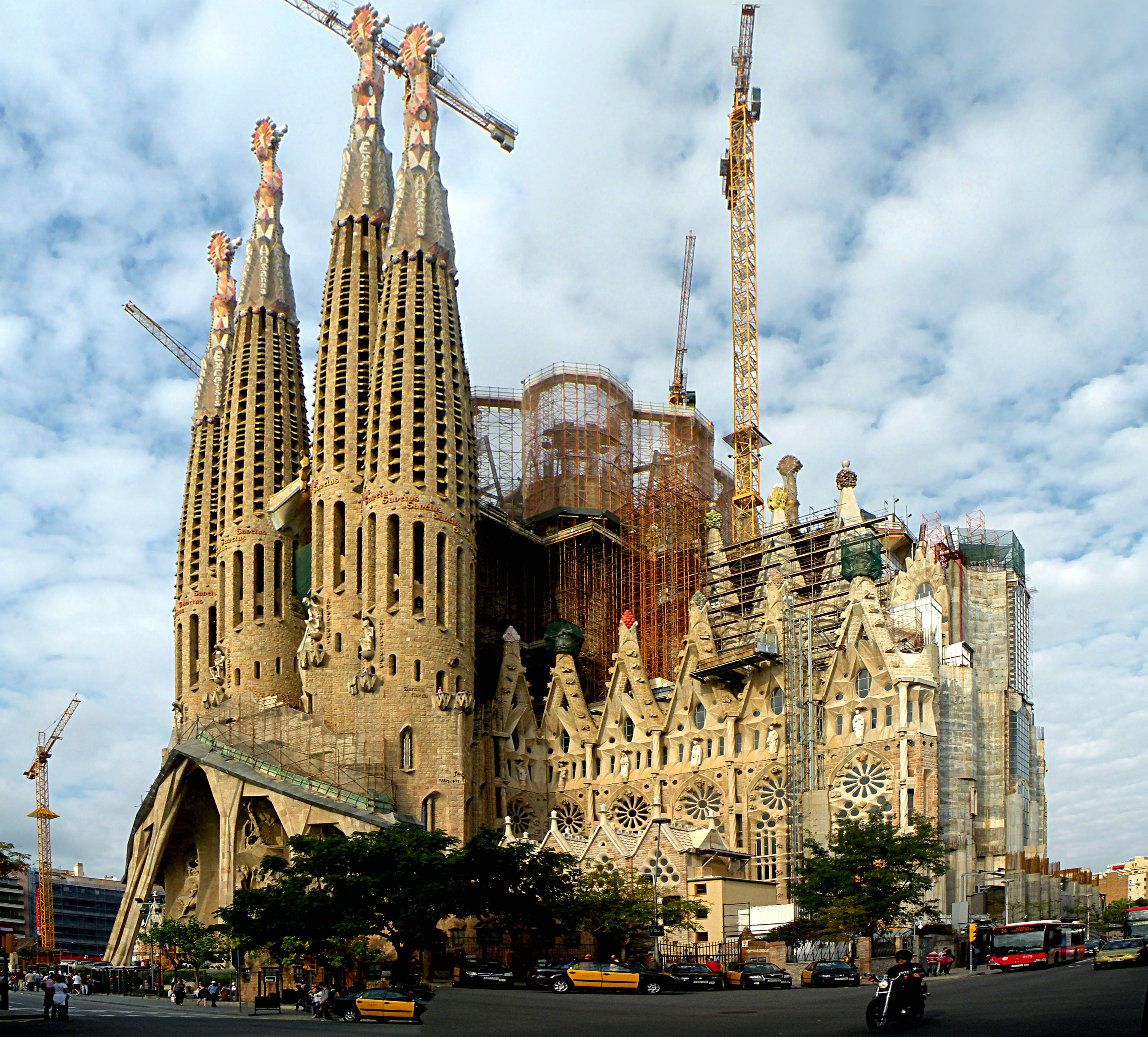
Sagrada Família
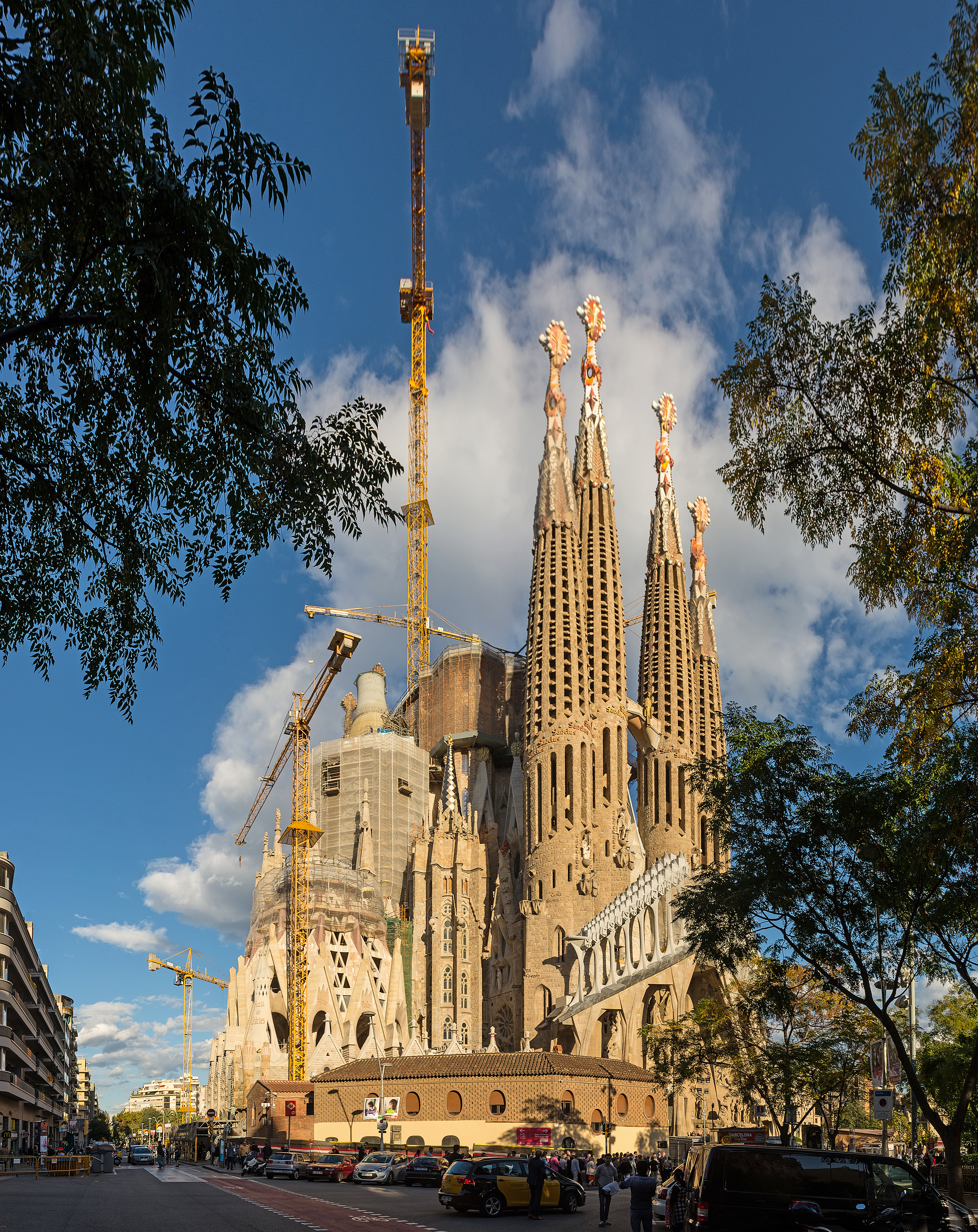
Sagrada Família
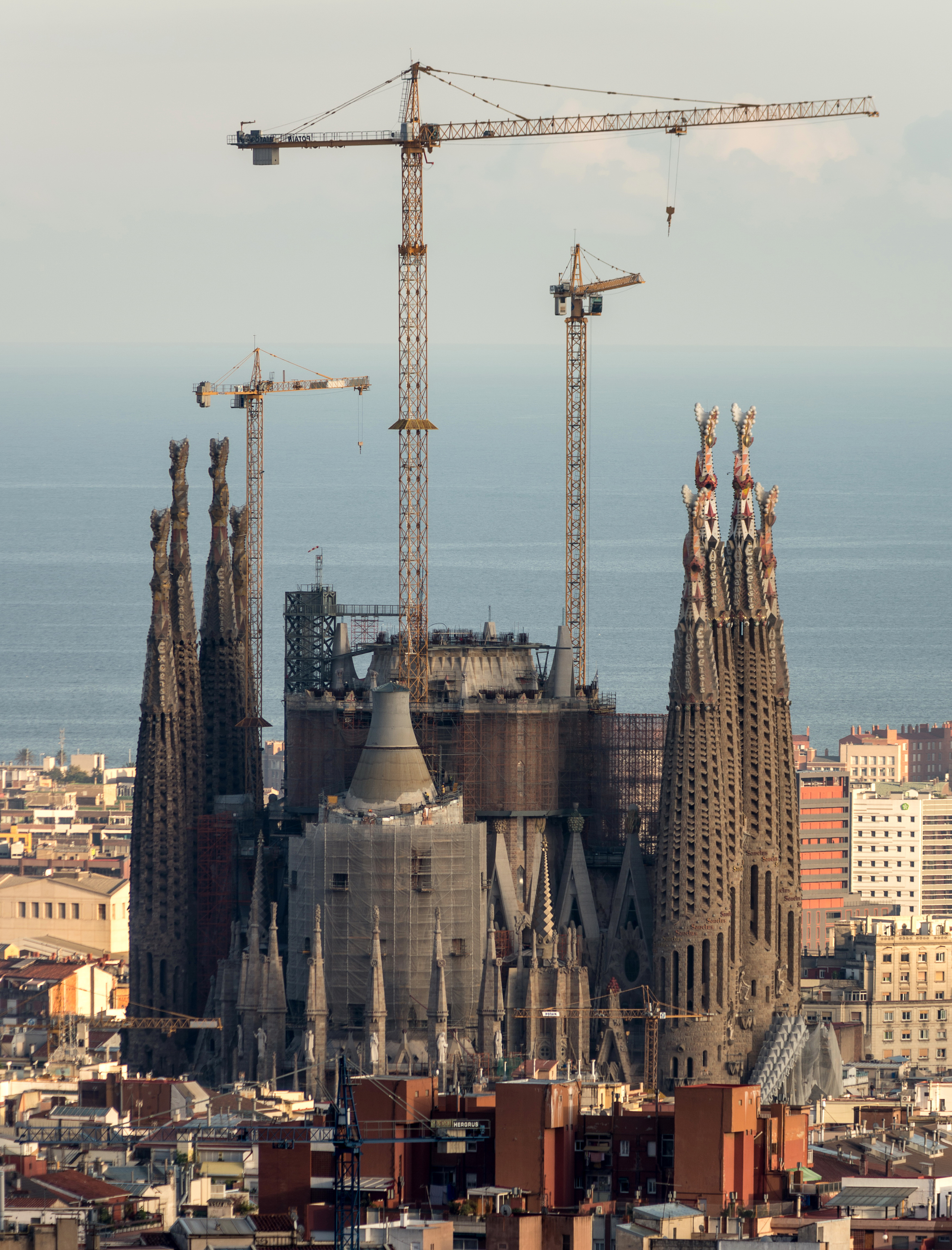
Sagrada Família